# 朱叔裕
朱府千歲，諱名叔裕，是王爺信仰的中國傳說人物，俗稱朱千歲、朱府千歲、朱王、朱王爺、朱王公、朱府王爺、朱府四王，傳說浙江嘉興人，相傳生於隋唐之際。唐高祖建國時，曾奉命鎮守土門，攻退前來侵犯的胡人。武德五年（622年），領兵平定廣州，授封綿州刺史、大理寺卿，又官拜「吏部天官」，何時昇化已無史料可查。
昇化後，玉皇上帝敕封祂為「代天巡狩」，朱府千歲的聖誕是在八月十五日，另一說法朱府千歲聖誕也是 正月十八日。

## 奉祀廟宇
- 南鯤鯓代天府
- 麻豆代天府
- 南廠保安宮
- 過溝建德宮
- 下崙東安宮 （页面存档备份，存于）
- 南廍福安宮
- 後龍乾富宮
- 後龍太龍宮
- 崙前順天宮
- 胡厝寮代天府
- 恆春紅雲宮新莊擎天府
- 代天府北行宮
- 九份代天府
- 里港代天府